# Посольство США в Таиланде
Посольство Соединённых Штатов Америки в Таиланде (англ. Embassy of the United States in Thailand, тайск. สถานเอกอัครราชทูตสหรัฐอเมริกาประจำประเทศไทย) — дипломатическая миссия Соединённых Штатов Америки в Таиланде, Бангкок. Площадь посольства составляет 11 акров, что делает его четвертой по величине дипломатической миссией США после Багдада, Еревана и Пекина. Роберт Годек является действующим послом США в Таиланде.

## История
В 1832—1836 годах дипломат Эдмунд Робертс был назначен президентом Эндрю Джексоном первым послом США на Дальнем Востоке и служил в двух нерезидентных посольствах на борту военного шлюпа ВМС США USS Peacock при дворе короля Сиама Чессадабодиндра. Эдмунд Робертс вёл переговоры по подписанию Договора о дружбе и торговле между Сиамом и Соединёнными Штатами в 1833 году и вернулся в 1836 году. Данный договор с последующими изменениями действует и в настоящее время. Эдмунд Робертс также вёл переговоры по подписанию похожего договора с султаном Омана. В 2008 году Эдмунд Робертс был назван «первым заместителем торгового представителя США в Азии».
Первая дипломатическая недвижимость для США в Таиланде была подарена монархией в 1896 году. В то время это была одна из немногих дипломатических резиденций, принадлежащих за рубежом Соединённым Штатам, и большинству дипломатов приходилось самостоятельно оплачивать своё проживание. Действующая резиденция посла была построена английским бизнесменом Генри Виктором Бейли в 1914 году. После его смерти в 1920 году этот дом был продан министерству финансов Таиланда. После окончания Второй мировой войны Великобритания пыталась наказать Таиланд за помощь Японии, но США препятствовали их усилиям. За эту помощь правительство Таиланда отблагодарило США данным зданием в 1947 году, и с тех пор оно используется в качестве официальной резиденции.
В 1975 году масштабный протест, в котором приняли участие около 10 000 студентов, состоялся у посольства, когда таиландские авиабазы были использованы ВВС США для совершения атак на Камбоджу во время захвата SS Mayaguez без разрешения правительства Таиланда и без уведомления посольства.
В XX веке между государствами произошли важные события: подписание Договора о дружбе и экономических отношениях, который облегчает экономический доступ американских и таиланских компаний на рынки друг друга. Другие важные соглашения касаются гражданского использования атомной энергии, продажи сельскохозяйственных товаров, инвестиционных гарантий, а также военной и экономической помощи. Также состоялось подписание Соглашения о свободной торговле между двумя странами, которое было разработано в 2004 году.

## Посольский комплекс
Нынешний посольский комплекс был завершен в 1996 году, и в то время это была вторая по величине дипломатическая миссия США после посольства США в Каире.
Здание New Office Annex (NOX) стоимостью 625 миллионов долларов США было заложено в августе 2021 года, строительство планируется завершить к 2025 году. Спроектированный нью-йоркской фирмой SHoP Architects, NOX будет построен в соответствии с серебряным сертификатом LEED и будет включать традиционные таиландские архитектурные элементы.